# FC 노베오카 아가타
FC 노베오카 아가타(FC 延岡AGATA, Efu Shi Nobeoka Agata)는 미야자키현 노베오카를 연고지로 하는 일본의 축구 클럽이다. 규슈 축구 리그에서 뛰고 있으며, 준우승으로 2022 시즌을 마쳤다. 2022년 샤카이진 컵 준결승 진출 자격을 얻어 2022년 처음으로 지역 챔피언스 리그에 출전하기도 하였다.